# Galardón Manuel Lekuona
El galardón Manuel Lekuona o premio Manuel Lekuona (en euskera: Manuel Lekuona Saria) se otorga anualmente por la Sociedad de Estudios Vascos (Eusko Ikaskuntza) a las personalidades de la cultura vasca, en reconocimiento a la totalidad de su obra. Está dedicado al primer galardonado, al profesor de lengua y literatura vascas, Manuel Lekuona en 1983.

## Lista de premiados
Esta es una lista de todos aquellos que han recibido el premio Manuel Lekuona:
| - 2022. Enkarni Genua - 2021. Jon Bagüés - 2020. Jose Ramon Etxebarria - 2019. Xabier Amuriza. Bertsolari, escritor, traductor e investigador. - 2018. Mari-Jose Azurmendi. Profesora e investigadora. - 2017. Fermin Leizaola. Etnógrafo. - 2016. Jean-Louis Davant, académico de la Real Academia de la Lengua Vasca. - 2015. Joan Mari Torrealdai, académico de la Real Academia de la Lengua Vasca y sacerdote. - 2014. Antxon Aguirre Sorondo, historiador, antropólogo y etnógrafo. - 2012. Soledad de Silva y Verástegui, historiadora. - 2011. José Luis Ansorena, compositor. - 2010. José Antonio Arana Martija, académico de la Real Academia de la Lengua Vasca y musicólogo. - 2009. Txomin Peillen, escritor e investigador en euskera y lengua francesa. - 2008. Montxo Armendáriz, cineasta. - 2007. Sabin Salaberri Urcelay, músico. - 2006. Menchu Gal, pintora. - 2005. Elías Amézaga, escritor. - 2004. Jean Haritxelhar, miembro de la Real Academia de la Lengua Vasca (Euskaltzaindia). - 2003. Jesus Atxa Agirre - 2002. Armando Llanos Ortiz de Landaluze - 2001. José Ignacio Tellechea Idígoras - 2000. José Miguel de Azaola | - 1999. Piarres Charritton - 1998. José María Jimeno Jurío, historiador. - 1997. Micaela Portilla Vitoria - 1996. Jorge Oteiza, escultor. - 1995. Adrián Celaya Ibarra - 1994. Xabier Diharce ''Iratzeder'' - 1993. Francisco Salinas Quijada - 1992. Bernardo Estornés Lasa. - 1991. Carlos Santamaría Ansa - 1990. Gerardo López de Guereñu Galarraga - 1989. Eugène Goyheneche - 1988. Manuel Laborde - 1987. Justo Gárate - 1986. Andrés de Mañaricua y Nuere - 1985. Jorge de Riezu - 1984. Odón Apraiz - 1983. Manuel Lekuona, profesor de lengua y literatura vascas. |